# Беніфайо
Беніфайо (валенс. Benifaió (офіційна назва), ісп. Benifayó) — муніципалітет в Іспанії, у складі автономної спільноти Валенсія, у провінції Валенсія. Населення — 12 220 осіб (2010).

## Географія
Муніципалітет розташований на відстані близько 310 км на південний схід від Мадрида, 21 км на південь від Валенсії.

## Демографія
Динаміка населення (INE ):

## Галерея зображень

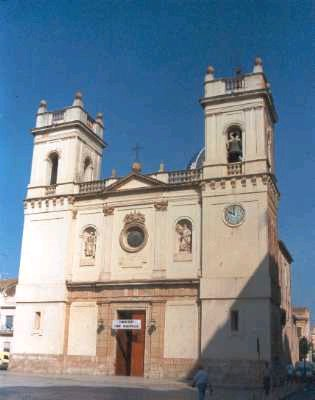
Церква Сан-Педро
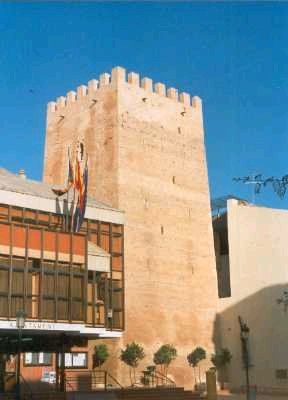
Вежа Ла-Пласа (Беніфайо)